# Kathi Petersen

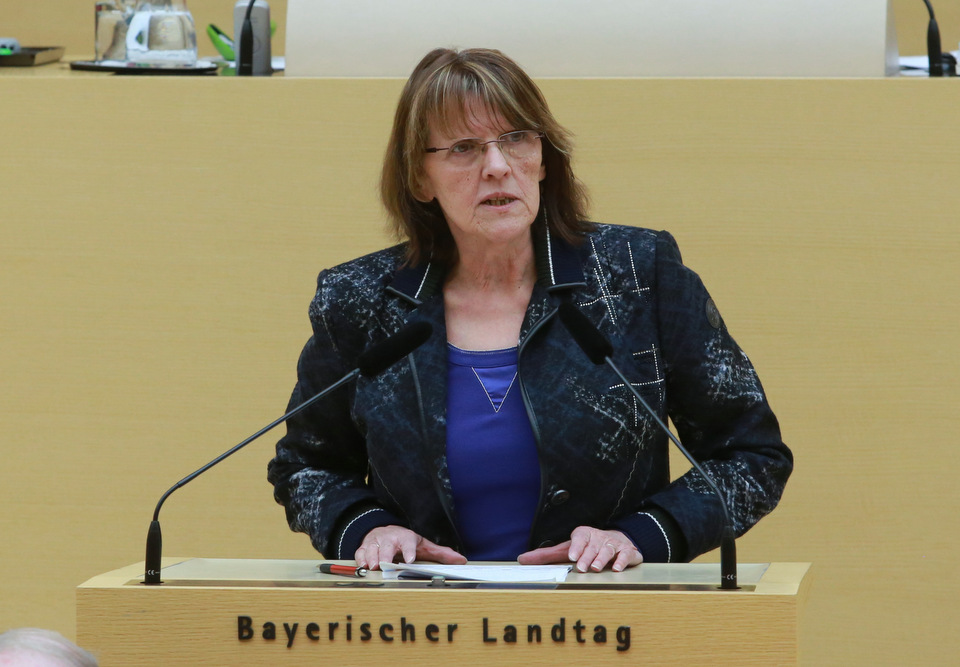
Kathi Petersen (Jan. 2017)

Kathi Petersen (* 24. März 1956 in Völklingen) ist eine deutsche Politikerin (SPD). Sie lebt mit ihrem Ehemann und ihren zwei Kindern in Schweinfurt.

## Werdegang
Petersen ist seit dem Jahr 2008 Stadträtin in Schweinfurt und seit 2011 Dritte Bürgermeisterin. Sie kandidierte bei der Oberbürgermeisterwahl 2010 und erreichte die Stichwahl, unterlag aber Sebastian Remelé (CSU), der 63,39 % der Wähler für sich verbuchte. Von 2008 bis 2013 war sie Bezirksrätin im unterfränkischen Bezirkstag. Bei der Landtagswahl 2013 zog sie über die Liste im Wahlkreis Unterfranken in den Bayerischen Landtag ein, dem sie bis 2018 angehörte.

## Ausbildung und Beruf
Petersen studierte katholische Theologie in München und Trier. In den Jahren 1988 bis 1998 war sie als Referentin für Theologie und Seniorenarbeit beim Evangelischen Bildungswerk in Schweinfurt tätig, ab 1998 als freigestellte Mitarbeitervertreterin des evangelischen Dekanats Schweinfurt.

## Tätigkeiten im Landtag
Petersen ist Mitglied des Ausschusses für Bildung und Kultus sowie des Ausschusses für Gesundheit und Pflege. Innerhalb der SPD-Landtagsfraktion ist sie Vorsitzende des Arbeitskreises Kirche und SPD und entwicklungspolitische Sprecherin der SPD-Fraktion.

## Politische Ämter
Petersen hat zahlreiche Ämter in der SPD inne. Sie ist seit 2002 Vorsitzende des SPD-Kreisverbandes Schweinfurt Stadt und stellvertretende Vorsitzende der SPD Unterfranken.

## Gesellschaftliches Engagement
Petersen ist seit 2002 Vorsitzende des ver.di-Bezirksfrauenrats Schweinfurt und Mitglied des ver.di-Bezirksvorstandes Schweinfurt. Daneben ist sie Mitglied des Kinderschutzbundes, der Kolpingfamilie, der Arbeiterwohlfahrt (AWO), des Bürgervereins Zürch, des Historischen Vereins Schweinfurt, der Freunde des Wildparks Schweinfurt, der Lesekatzen und Vorsitzende des Stiftungsbeirats der Oskar-Soldmann-Stiftung.